# うめともものふつうの暮らし
『うめともものふつうの暮らし』（うめともものふつうのくらし）は、藤沢カミヤによる日本の漫画作品。『ストーリアダッシュ』（竹書房）にて、2020年3月13日より連載中。藤沢にとって本作は同サイトで初めて掲載された作品である。「ねこっぽい」姉妹のうめとももの日常を描いた物語。

## 登場キャラクター
うめ
常に敬語で話すしっかり者の女の子。料理や裁縫などの家事が得意。
もも
元気が良く明るい女の子。食べることが大好き。独自の言語をよく作っている。
おとなりさん
隣の部屋に住んでいる女性。うめやももに親切にしてくれる。本名不明。

## 商業的評価
週間単行本売り上げランキングCOMIC ZIN調べでは、発売されるたびにランキング入りしている（以下参照）。
| 巻数  | 期間                       | 順位  |
| ----- | -------------------------- | ----- |
| 第1巻 | 2020年11月30日から12月6日  | 第4位 |
| 第2巻 | 2021年5月31日から6月6日    | 第3位 |
| 第3巻 | 2021年11月29日から12月5日  | 第5位 |
| 第4巻 | 2022年5月30日から6月5日    | 第3位 |
| 第5巻 | 2022年11月14日から11月20日 | 第5位 |

## 書誌情報
- 藤沢カミヤ『うめともものふつうの暮らし』竹書房 〈バンブー・コミックス〉、既刊10巻（2025年6月17日現在）
  1. 2020年11月30日発売[4][10]、ISBN 978-4-8019-7138-7
  2. 2021年5月31日発売[11]、ISBN 978-4-8019-7308-4
  3. 2021年11月30日発売[12][13]、ISBN 978-4-8019-7474-6
  4. 2022年5月30日発売[14][15]、ISBN 978-4-8019-7634-4
  5. 2022年11月16日発売[16][17]、ISBN 978-4-8019-7897-3
  6. 2023年5月17日発売[18][19]、ISBN 978-4-8019-8046-4
  7. 2023年11月16日発売[20][21]、ISBN 978-4-8019-8200-0
  8. 2024年6月17日発売[22][23]、ISBN 978-4-8019-8330-4
  9. 2024年12月17日発売[24][25]、ISBN 978-4-8019-8509-4
  10. 2025年6月17日発売[26]、ISBN 978-4-8019-8671-8

## コラボレート
2021年11月30日、単行本第3巻の発売に合わせ、VTuberの名取さなとコラボレート企画を実施。第3巻に名取による応援イラストを収録し、同日に名取のYouTubeにて本作の「見どころを紹介する動画配信」を行った。
単行本第4巻では、VTuberの社築とコラボレート。「社築のネームを原案とした、描き下ろしのコラボマンガ」が収録されている。第5巻ではでびでび・でびるとのコラボレートを実施。でびでび・でびるが原案を担当した描きおろしコラボ漫画を収録。
単行本第6巻では井田千秋とコラボレートし、描きおろし漫画を掲載。単行本第7巻では類による特別漫画が収録されている。